# Renault
För andra betydelser, se Renault (olika betydelser).
Renault S. A., uttalas re-nå, är en fransk multinationell fordonstillverkare med huvudkontor i Boulogne-Billancourt. Idag ingår även märkena Alpine, Dacia och Renault Samsung Motors i koncernen. Lastbilsdivisionen sköts idag av Volvo i dotterbolaget Renault Trucks efter försäljningen 2001. Tidigare tillverkade man bussar och traktorer. Renault har idag en djupgående allians med Nissan Motors.

## Historia

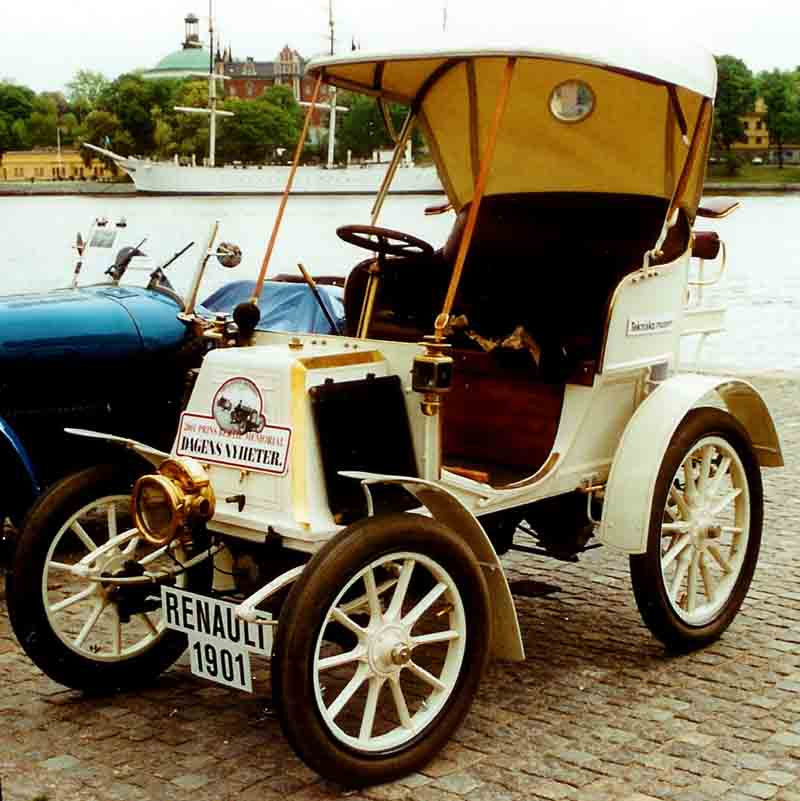
Renault Type D Serie B Voiturette 1901

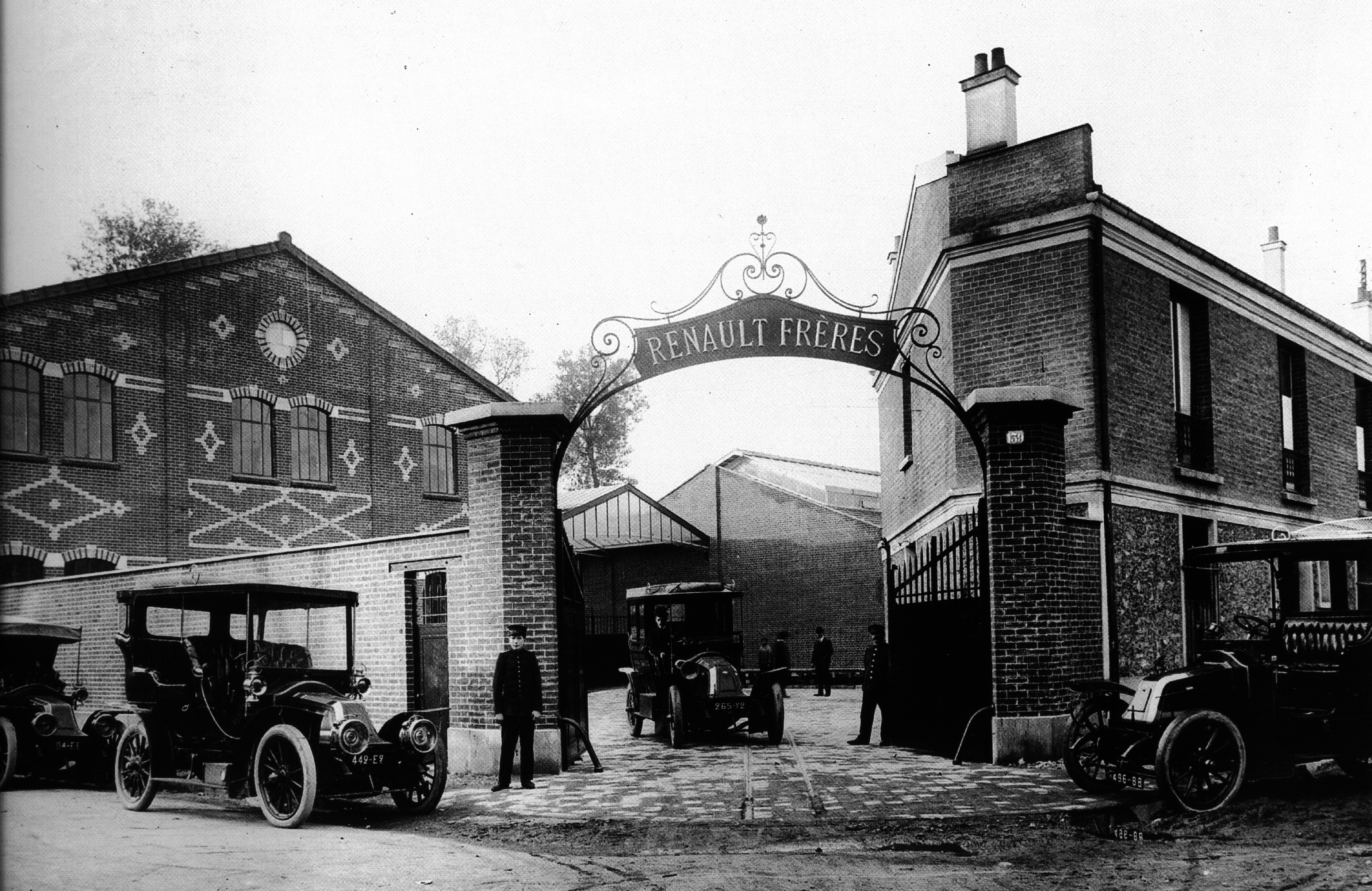
Fabriken Renault Frères i början av 1900-talet

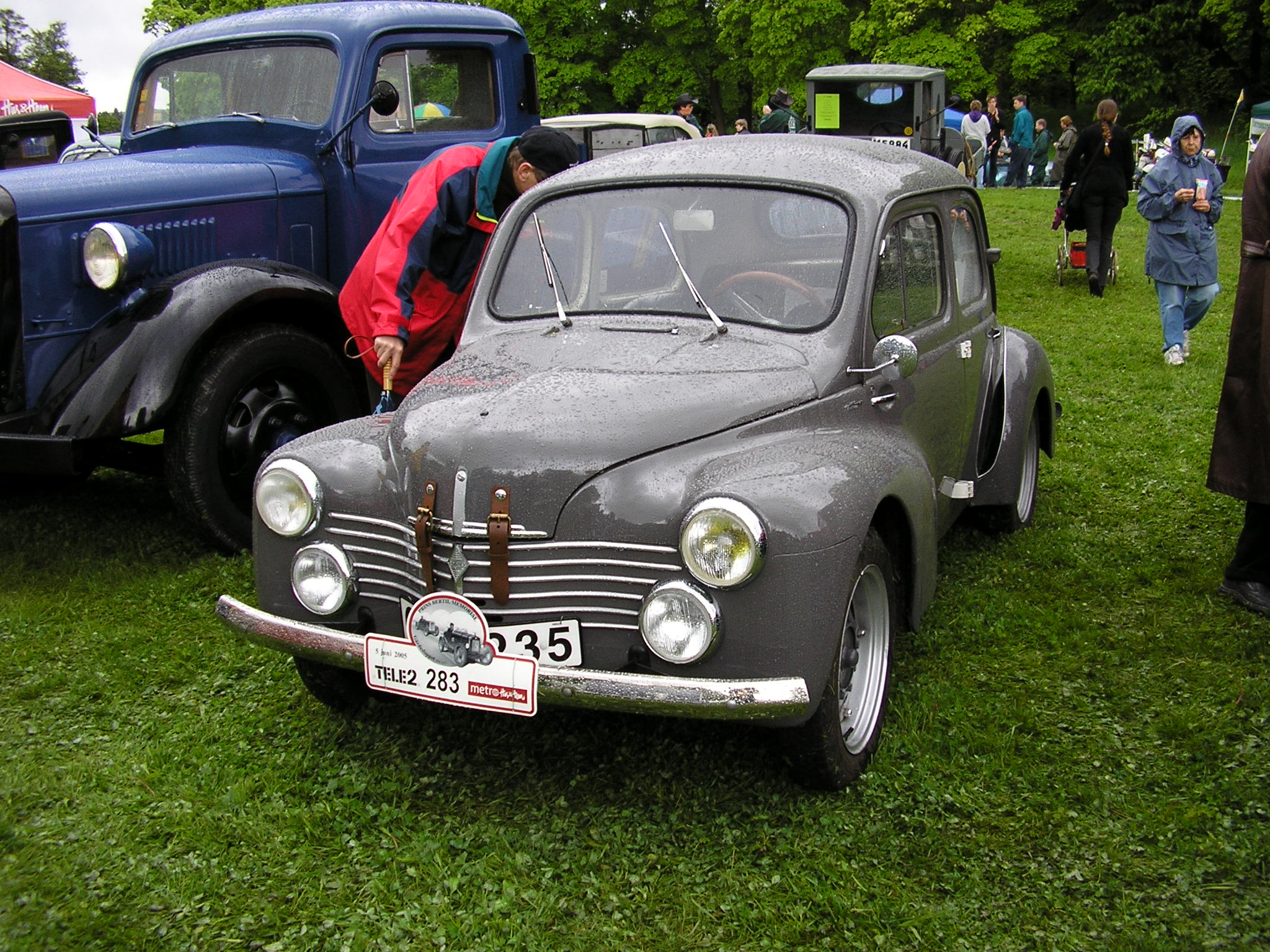
Renault 4CV 1952.

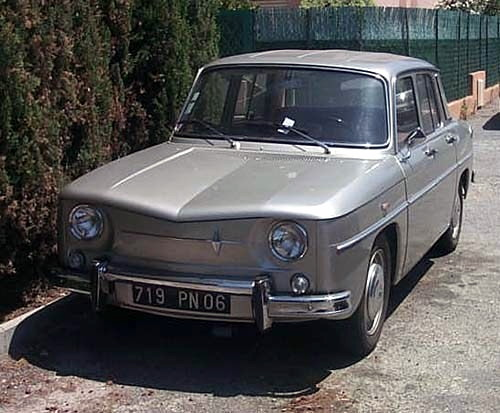
Renault 8.

Renault har fått sitt namn efter Louis Renault, som byggde sin första bil 1898. Tillsammans med sina bröder Fernand och Marcel bildade Renault 1899 företaget "Renault Frères" (Bröderna Renault) som anställde 60 människor. 1903 ökade Louis andelar i företaget på grund av brodern Marcels död i en tävlingsolycka strax före Bordeaux i Paris-Madrid-rallyt. Den tredje brodern, Fernand, drar sig ur 1908. Louis Renault blev nu ensam ledare av företaget som nu ombildas till "Automobiles Renault". Louis Renault gör en resa till USA 1910 för att studera Henry Fords löpande band-metod. Louis gick in som en av tre grundare av "Compagnie des messageries aériennes" 1919. Renault utvecklas och 1918 är Louis Renault chef över 20 000 anställda, något som ska hålla i sig i 20 år.

### Första världskriget
Under första världskriget ställde Renault om till krigsproduktion. Renault kom att bygga världens första stridsvagn med modern konfiguration, det vill säga med ett roterande torn och motor och koppling längst bak, en konfiguration som används än i dag. Denna stridsvagn kom att gå under namnet Renault FT. Förutom detta tillverkade Renault motorer för pansarbilar, stridsvagnar och stridsflygplan samt ammunition i flera olika kalibrar.

### Mellankrigstiden
Efter första världskriget började Renault även tillverka traktorer i Le Mans. Idag har Claas tagit över traktordelen. Efter att man gått tillbaka till civil produktion av modifierade förkrigsmodeller började man utveckla nya modeller. Under 1930-talet byggde man en ny modern fabrik på ön Seguin i Seine.

### Franska staten ägare
Under andra världskriget bombades Renaults fabriker av de allierade då man tillverkade lastbilar för den tyska armén. Renault övertogs efter andra världskriget, 16 januari 1945, av franska staten, som idag äger 15,7 procent. En av företagets mest kända bilmodeller, Renault 4CV, började tillverkas. 
Under 1960-talet kom modeller som Renault 4 och Renault 16. Man inledde samtidigt flera samarbeten, bland annat med rumänska Dacia som licenstillverkade Renault-modeller. 1999 blev Dacia uppköpt av Renaultkoncernen. Man hade också ett samarbete med American Motors Corporation och tillverkade Renault-versioner av Rambler Classic i Belgien 1963-1967. Modellen "Rambler Renault" skulle möta företagets brist på stora personbilsmodeller. 1980 blev Renault delägare till American Motors Corporation i sin strategi att ta sig in på den nordamerikanska marknaden. Via samarbetet kom amerikanska Renault-modeller tillverkade av AMC som Renault Alliance och Renault Encore. På motorsidan inledde man under 1970-talet ett samarbete med Volvo och Peugeot vilket skapade PRV-motorn som användes i bland annat Renault 30, Peugeot 604 och Volvo 260.
På lastbilssidan deltog man via Saviem i samarbetet De fyras klubb som var ett samarbete mellan lastbilstillverkarna Renault, Volvo, DAF och Klöckner-Humboldt-Deutz. 1973 gick man in som ägare i Alpine och firade stora framgångar i rally med modellen Renault Alpine. Under 1960-talet kom även specialversioner av Renault-modeller som tunades av Gordini.

### Kris och omstrukturering
I början av 1980-talet fick man stora kvalitetsproblem och 1984 gick Renault med storförlust - 12,5 miljarder back. Ägaren den franska staten vidtog åtgärder och Georges Besse blev ny Renault-chef. Georges Besse inledde en stor omstrukturering där företaget sade upp många anställda. Georges Besse mördades av den franska terroristgruppen Action Directe 1986. Raymond Lévy efterträdde Besse och fortsatte omstruktureringsarbetet och 1987 började det vända. 1987 var också året då man gjorde sig av med aktieinnehavet i American Motors Corporation som man sålde till Chrysler Corporation. Renault avslutade därmed sin satsning på Nordamerika och försvann helt från marknaden. Renault/AMC hade då utvecklat modeller som övertogs av Chrysler, bland dem Eagle Premier som såldes under märket Eagle.kia
1984 lanserade man Renault Espace. Espace var en av världens första större familjebilar s.k. "MPV" när den kom. Espace tillverkades av Matra.
Under 1990-talet lanserade man nya framgångsrika modeller som Clio (ersättare till storsäljaren Renault 5), Renault Laguna och Renault Mégane. 1992 blev Louis Schweitzer ny chef för koncernen och 1993 planerades en sammanslagning med Volvo men affären gick i stöpet.
1996 privatiserades Renault med den franska staten kvar som minoritetsägare.

### Renault Trucks
Renault Trucks (fram till 2002 Renault Véhicules Industriels) var tidigare en del av Renault men ingår idag som ett helägt dotterbolag i Volvo. Lastbilstillverkaren Saviem grundades 1955 genom Renaults sammanslagning av den egna nyttofordonstillverkning och tillverkarna Somua och Latil. 1975 övertog man Berliet på initiativ av ägaren den franska staten. 1978 slogs Saviem samman med Berliet och fick 1979 namnet Renault Véhicules Industriels. Sedan år 2000 är Renault Trucks en del av Volvokoncernen.

## Dagens Renault
Renault har sedan 1999 ett nära samarbete med japanska Nissan Motor Co. Ltd där man äger 46% av aktierna. Ledare för Renault är Thierry Bolloré.
Samarbetet har gjort att modellerna Renault Kangoo, Renault Trafic och Renault Master har systermodeller i Nissan Cubistar, Primastar och Interstar. Ett samarbete med Opel gör att det finns Opel-versioner av Trafic och Master (Opel Movano, Opel Vivaro).

## Delägarskap
- 44% i Nissan Motor Co. Ltd (Nissan äger 15% i Renault)
- 80% i Renault Samsung Motors
- 20% i AB Volvo, som äger Renault Trucks, såldes 2012.[2]
- 99% i Dacia
- 49% i Mahindra Renault Ltd.
- 20% i Renault Agriculture (ägs av Claas)

## Produktionsorter
- Flins-sur-Seine utanför Paris: Zoe, Micra
- Sandouville utanför Le Havre: Trafic
- Douai utanför Lille: Renault Scénic, Renault Espace, Talisman
- Lille: växellådor och axlar
- Lyon-Villeurebanne: delar
- Lyon Saint Priest: Renault Trucks (Volvo äger Renault Trucks)
- Palencia, Spanien: Renault Mégane, Kadjar
- Valladolid, Spanien: Captur
- Pitesti, Rumänien: Dacia Logan, Dacia Sandero, Dacia Duster
- Novo mesto, Slovenien: Renault Twingo, Renault Clio
- Bursa, Turkiet: Renault Clio, Renault Mégane sedan

## Modeller

### Personbilar
- Renault 4CV (1947-1961)
- Renault Caravelle/Floride
- Renault Dauphine/Ondine
- Renault Frégate
- Renault Gordini

- Renault 3 (1961-1963)
- Renault 4 (1961-1992)
- Renault 5 (1972-1992)
- Renault 6 (1968-1979)
- Renault 7
- Renault 8 (1962-1972)
- Renault 9
- Renault 10
- Renault 11
- Renault 12
- Renault 14

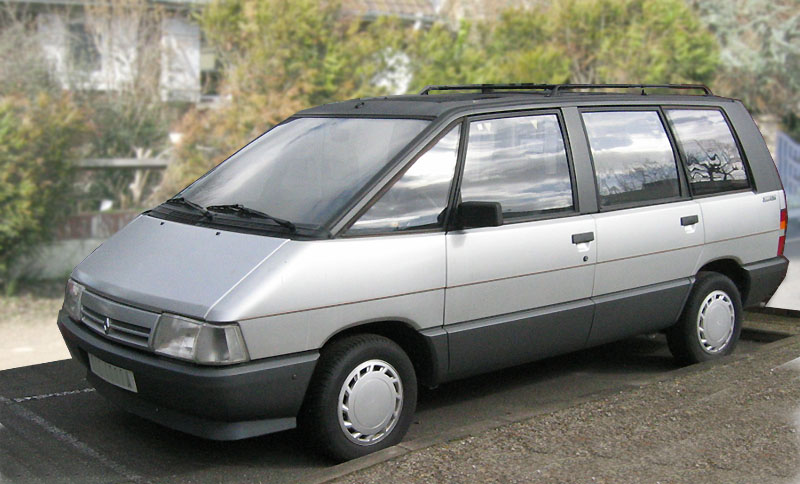
Första generationen av Renault Espace efter uppdateringen till Fas 1B 1988.

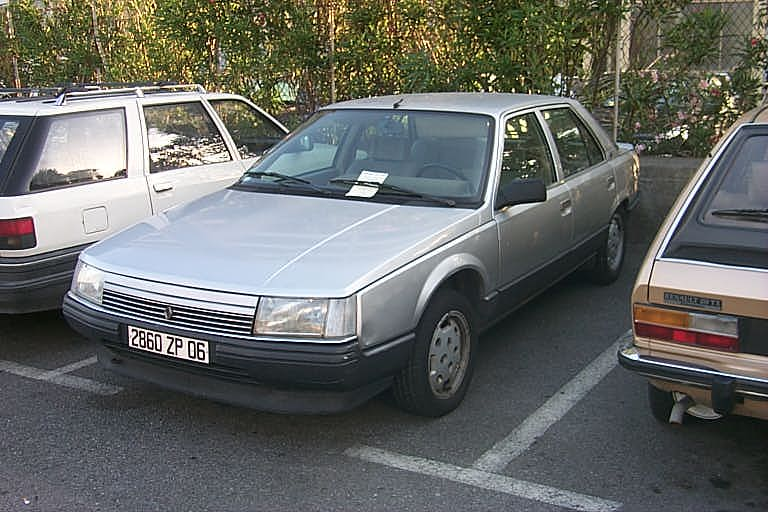
Renault 25

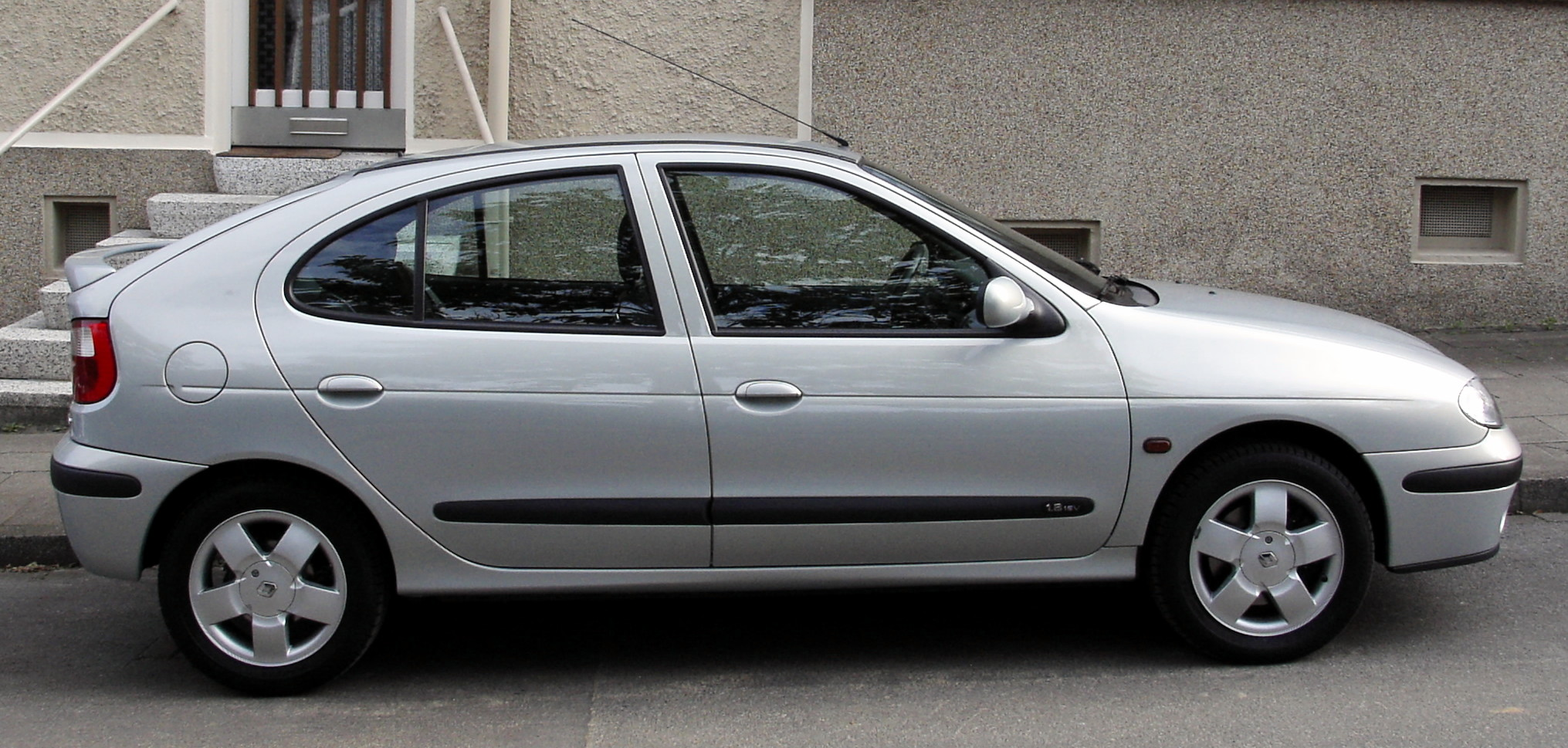
Renault Mégane

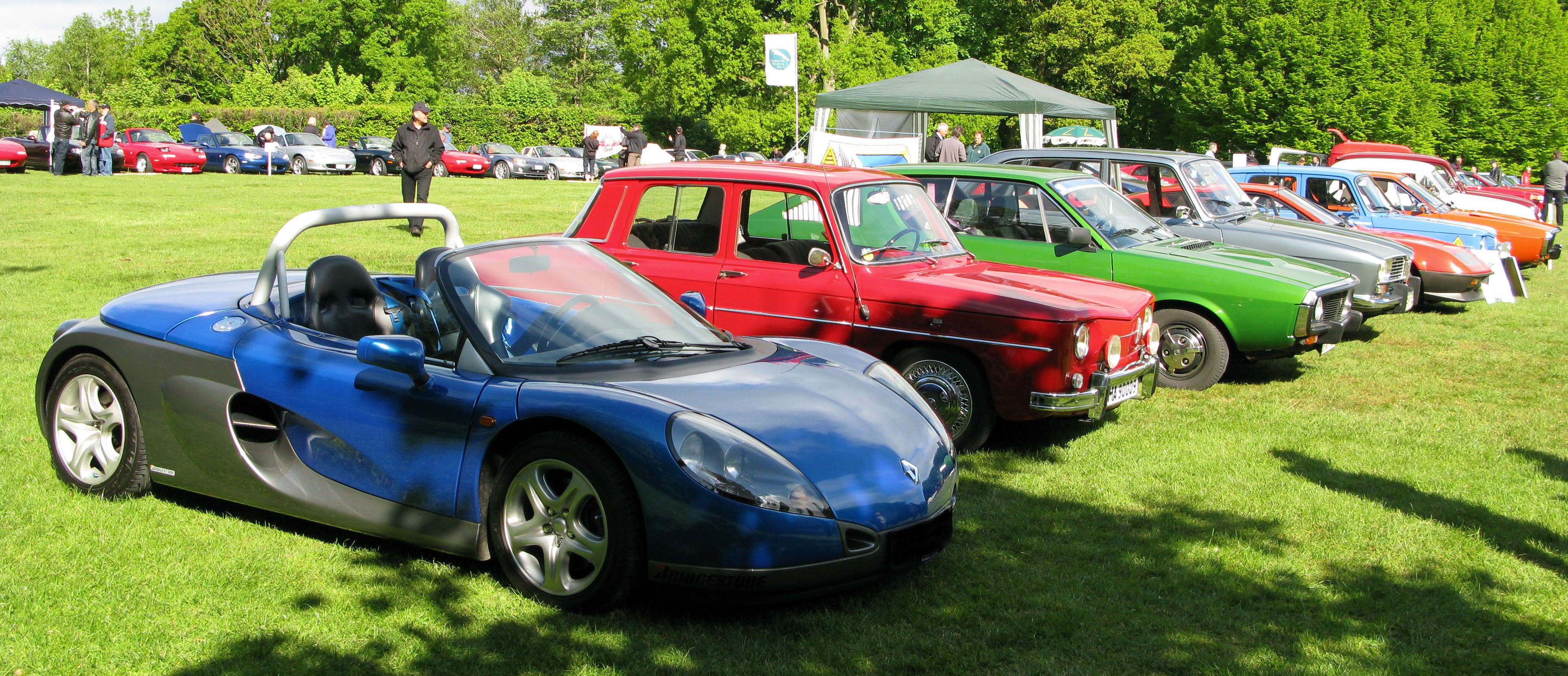
Renault Sport Spider

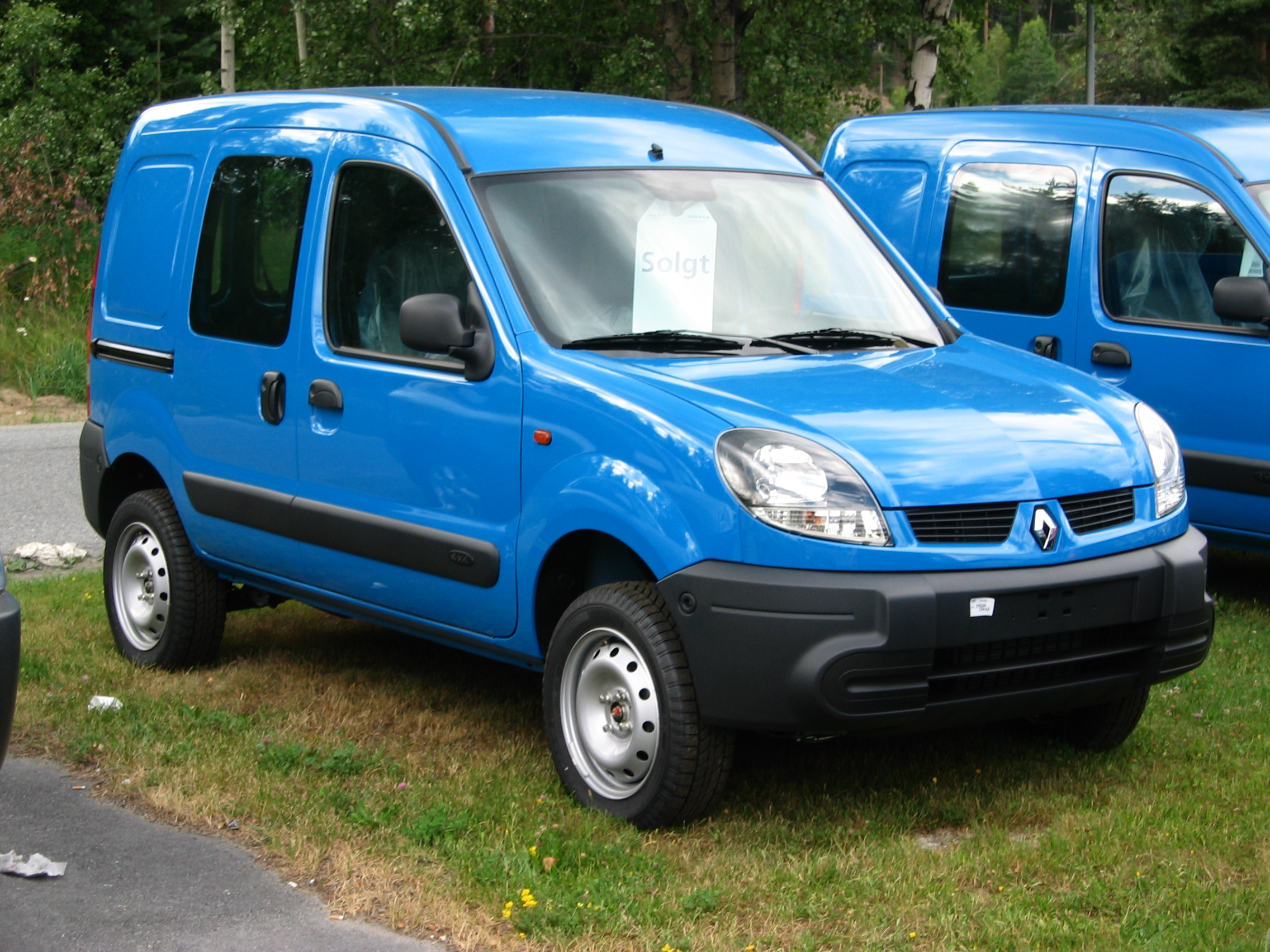
Renault Kangoo

- Renault 15 (1971-1979) (Sportcoupé)
- Renault 16
- Renault 17 (1971-1979) (Sportcoupé)
- Renault 18
- Renault 19
- Renault 20
- Renault 21
- Renault 25 (1983-1991)
- Renault 30 (1974-1985)

- Renault Avantime
- Renault Clio
  - Renault Thalia
- Renault Espace (1984- )
  - Renault Grand Espace
- Renault Fuego (1979-1985)
- Renault Kangoo
- Renault Laguna
- Renault Talisman (2015-)
- Renault Logan
- Renault Mégane (1996- )
- Renault Modus
- Renault Safrane
- Renault Scénic (tidigare Mégane Scénic)
  - Renault Grand Scénic
  - Renault Scénic RX4
- Renault Twingo
- Renault Vel Satis

### Sportbilar
- Renault 5 Turbo
- Renault Alpine (Alpine A110)
- Renault Sport Spider

### Bussar

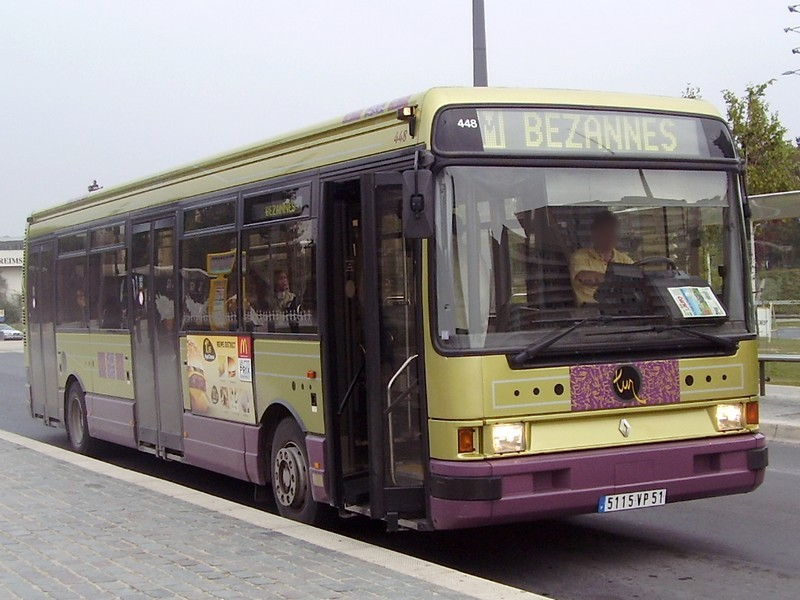
Bussen Renault R 312

- Renault Tracer
- Renault R 312

## Renault-chefer
1. Louis Renault (1898-1944)
2. Pierre Lefaucheux (1945-1955)
3. Pierre Dreyfus (1955-1975)
4. Bernard Vernier-Palliez (1975-1981)
5. Bernard Hanon (1982-1985)
6. Georges Besse (januari 1985 - november 1986)
7. Raymond Lévy (1986-1992)
8. Louis Schweitzer (1992-2005)
9. Carlos Ghosn (2005-2019)
10. Thierry Bolloré (2019-)